# Box-Club 1. FC Nürnberg
Der Box-Club 1. FC Nürnberg e. V. ging 1995 im Zuge der Organisationsreform beim 1. FC Nürnberg als eigenständiger Verein aus der Box-Abteilung des Hauptvereins hervor. Wie die anderen ehemaligen Vereinsabteilungen gehört der Box-Club 1. FC Nürnberg seitdem zum FCN-Dachverband. Der Box-Club des 1. FC Nürnberg ist mit rund 120 aktiven Boxern, nach eigenen Angaben, der größte bayerische Boxverein.

## Geschichte
Innerhalb des 1. FC Nürnberg gründete Karl Hertel 1925 eine Boxabteilung. Bereits 1925 gab es einen ersten nationalen Erfolg, als Hans Herbst im Finale um die deutsche Meisterschaft stand. Herausragender Boxer beim FCN war in jenen Jahren aber Georg Strauß, der von 1926 bis 1933 in 183 Kämpfen im Ring stand und mehrmals bayerischer Meister wurde. Georg Strauß war es auch, der nach dem Zweiten Weltkrieg, in dem er ein Bein verloren hatte, den Wiederaufbau der Boxstaffel des FCN vorantrieb. Das Training übernahm Theo Hasselbacher, der bis zu seinem Tod 1983 für die folgenden Erfolge verantwortlich war.
Die Boxstaffel gehörte neben den Fußballern des 1. FC Nürnberg zu den Publikumsattraktionen. So boxte sie 1949 vor dem Fußballspiel zwischen dem Club und dem 1. FC Kaiserslautern vor 30.000 Zuschauern gegen den SV Bamberg. Mit Schwergewichtler Karl Kistner gehörte einer der besten deutschen Boxer dieser Zeit zum Club. Der deutsche Meister von 1952 holte bei den Olympischen Sommerspielen 1952 in Helsinki im Boxen einen hervorragenden 5. Platz unter 32 Akteuren. Auch sein Vereinskamerad Heinz Appler, der 1951 und 1953 die deutsche Vizemeisterschaft im Leichtgewicht holte, gehörte zu den Olympioniken in Helsinki.
1955 holte die Boxstaffel die bayerische Mannschaftsmeisterschaft nach Nürnberg. Neben Kistner und Appler stellte der Club mit Emil Diem (Fliegengewicht 1953), Josef Wilkat (Federgewicht 1956), Peter Alber (Halbschwer 1956), Walter Totzauer und Walter Kunstmann (beide Halbschwer) auch im Einzel bayerische Meister. Hinzu kommt Edgar Vogt, der 1957 im Mittelgewicht bayerischer Meister und anschließend Zweiter bei den deutschen Meisterschaften wurde sowie mehrmals für die Nationalstaffel boxte.
Am 2. Dezember 1967 weihte die Boxabteilung eine neue Halle ein. Der nächste überlieferte große Erfolg datieren aus den 1970er Jahren. Hier sind zunächst die Zwillinge Manfred Hopf und Gerhard Hopf zu erwähnen. Manfred wurde 1969, 1976 und 1977 bayerischer Meister im Halbweltergewicht und holte 1978 eine Bronzemedaille bei der Militärweltmeisterschaft. Noch erfolgreicher war Gerhard, der zwischen 1969 und 1980 neun Mal bayerischer und von 1974 bis 1980 sechs Mal süddeutscher Meister wurde. Zum deutschen Titel reichte es für ihn nie, doch belegte das Leichtgewicht 1975 den dritten und 1977 den zweiten Platz bei den nationalen Meisterschaften. Auch die Jugendabteilung holte zahlreiche Titel bei bayerischen und süddeutschen Meisterschaften und Podiumsplätze bei deutschen Meisterschaften.
Die nächste deutsche Meisterschaft holt 1975 Ernst Schrödinger im Fliegengewicht nach Nürnberg. Der Nationalstaffelboxer gewann 1974 und 1976 auch die bayerischen und süddeutschen Meisterschaften, 1976 gelang ihm zusätzlich ein dritter Platz bei den deutschen Titelkämpfen. Er ist damit mit Abstand der erfolgreichste von insgesamt fünf Schrödingers. Horst, Dieter, Norbert und Jürgen schafften jeweils nordbayerische Titelgewinne. Aus der erfolgreichen Jugendarbeit jener Tage ragen Hermann Forberg (Bantam 1976), Klaus-Dieter Forberg (Leichtgewicht 1978) und Hans-Peter Dörfler (Halbweltergewicht 1980) mit ihren Bronzemedaillen bei den deutschen Juniorenmeisterschaften heraus.
Anfang der 1980er Jahre betraten zwei der nach Karl Kistner erfolgreichsten Club-Boxer den Ring: Peter Gailer und Martin Scharf, die beide auch für die Nationalstaffel boxten. Gailer holte im Bantam- und Federgewicht zwischen 1982 und 1995 elf bayerische und fünf süddeutsche Meisterschaften. Bei deutschen Meisterschaften belegt er zwei dritte Plätze und sechs zweite Plätze. 1986 gelingt ihm die Krönung mit dem Titelgewinn im Bantamgewicht. Ein deutscher Titelgewinn blieb Martin Scharf verwehrt, doch er holt im Halbfliegengewicht ebenfalls mehrere Juniorenmeisterschaften sowie bei den Senioren je zweimal bayerische und süddeutsche Meisterschaften sowie 1994 den vierten Platz bei den deutschen Meisterschaften. Die Mitglieder der FCN-Boxstaffel erkämpften sich auch zahlreiche weitere nordbayerische und bayerische Titel bzw. vordere Platzierungen.
Nach dem Tod von Trainer Theo Hasselbacher 1983 übernahm Manfred Hopf das Training. Die Boxstaffel war auch als Mannschaft erfolgreich und wurde in der Bayernliga mehrmals Meister. Von 1990 bis 1994 boxte der 1. FC Nürnberg in der deutschen Oberliga und erkämpfte sich 1992 die deutsche Vizemeisterschaft. Zur selben Zeit sind Nürnberger Boxen bei bayerischen und süddeutschen Meisterschaften weiterhin auf den vorderen Plätzen zu finden. Doch lediglich Robert Herzing gelingt 1991 ein süddeutscher Titelgewinn, dem der Halbmittelgewichtler bei den deutschen Meisterschaften einen fünften Platz folgen lässt. 1995 wird aus der Boxabteilung des 1. FC Nürnberg im Zuge der Organisationsreform des FCN ein selbständiger Verein.
Manfred Hopf, der sich zwischenzeitlich mit Fernando Marzano das Training teilt, wurde Ende der 1990er bayerischer Landestrainer. So griff auch Uwe Schulz verantwortlich in das Training ein. Unter seinen Fittichen boxten sich u. a. Tuncay Kasim, Alexander Abrahamian und Awetik Abrahamian zu ersten Erfolgen. Kasim wurde 1999 Frankenmeister, Nordbayerischer Meister, Bayerischer Vizemeister und 3. der Süddeutschen Meisterschaften im Bantamgewicht. Alexander Abrahamian wurde 1997 deutscher Juniorenmeister und 1998 bayerischer Vizemeister im Weltergewicht. Inzwischen boxt er als Profi für den Boxstall von Wilfried Sauerland. Sein Bruder Awetik, der für den Club im Halbmittelgewicht 1997 ebenfalls deutscher Junioren- und 1998 bayerischer Seniorenmeister wurde, ist unter seinem Kampfnamen Arthur Abraham ebenfalls Profi bei Sauerland und als IBF-Weltmeister sicherlich der bislang erfolgreichste Boxer, der aus dem 1. FC Nürnberg hervorging. Und mit Chorem Awetisjan, 1998 bayerischer Meister und internationaler süddeutscher Meister im Halbmittelgewicht, sowie Alichan Awdijan haben zwei weitere aktuelle Profiboxer ihre Wurzeln in Nürnberg.
Nachdem Manfred Hopf 2001 endgültig zum bayerischen Amateurboxverband als Trainer wechselte, übernahmen die ehemaligen Aktiven Boguslaw Brzozowski, Orie McQueen und Metin Okcu als Team die Trainingsleitung bei den Club-Boxern. Der Box-Club legt inzwischen ein besonderes Augenmerk auf die Integration von Kindern und Jugendlichen aus Migrantenfamilien. Als Stützpunktverein und Kooperationspartner im Sonderprogramm „Integration durch Sport“ im Bayerischen Landes-Sportverband besteht mindestens die Hälfte der Aktiven beim 1. FCN aus Zugewanderten und Spätaussiedlern. Mit Katharina Haase, die 2004 bei den Juniorinnen bayerische Vizemeisterin im Bantamgewicht wurde, erkämpfte erstmals eine Frau eine vordere Platzierung für den Club. 2006 holten Tuncay Kasim (Halbwelter) und das große Talent Sergej Lutz (Bantam), der 2005 bei den Junioren süddeutscher Meister war, jeweils vierte Plätze bei den deutschen Meisterschaften der Senioren.

## Erfolge

### Einzel

#### Deutsche Meisterschaften
- 1952: Karl Kistner (Schwergewicht)
- 1975: Ernst Schrödinger (Fliegengewicht)
- 1986: Peter Gailer (Bantamgewicht)

#### Bayerische Meisterschaften
- 1968: Rudi Pavala (Vizemeister im Federgewicht)
- 2017: Benedikt Volland (Vizemeister im Halbschwergewicht)

#### Internationale Erfolge
- 1952: Karl Kistner (Schwergewicht) wird Fünfter bei den Olympischen Spielen in Helsinki
- 1978: Manfred Hopf (Halbweltergewicht) holt Gold bei den Militärweltmeisterschaften in Ghana